# ОШ „Миодраг Матић” Београд
Основна школа „Миодраг Матић” једна је од основних школа у београдској општини Вождовац. Школа се од 1972. године бави образовањем деце са вишеструким сметњама у развоју. Установа име носи по учитељу деци са сметњама у развоју и логопеду, Миодрагу Матићу.

## Ко је био Миодраг Матић?
Миодраг Матић рођен је у Сечој Реци, код Косјерића, 1895. године. У родном селу је завршио основну школу, а гиманзију у Ужицу. Школовање је наставио на Учитељској школи у Јагодини, коју је завршио 1919. године. Специјализацију за наставника школе за децу са сметњама у развоју стекао је у Прагу у периоду од 1922. до 1923.
У Ваљевском округу, радио је као учитељ од 1923. до 1926. Свој рад са децом са сметњама у развоју започиње у Заводу за слепу и глувонему децу у Земуну, и у тој установи остаје до 1947, када постаје професор на дефектолошком одсеку Више педагошке школе у Београду.
Касније постаје руководилац дефектолошког одсека, а затим и директор Више педагошке школе. Након затварања Више педагошке школе у последатном периоду, интензивно је радио на отварању Више дефектолошке школе Ужа специјалност професора Миодрага Матића била је логопедија, по којој је познат у балканским стручним круговима.

## Историјат
Основна школа „Миодраг Матић” основана је 1972. године и прво се звала Специјална основна школа за децу и омладину са церебралном парализом. Оснивач школе је Скупштина СРС, Законом о оснивању школе. На предлог Секретаријата за образовање, Скупштина Србије именовала је Матичну комисију за основање школе.
С обзиром да су оснивали први школу за децу и омладину са церебралном парализом у СР Србији, Комисија је сачинила критеријуме за будуће профиле радника школе, коју су сачињавали стручни радници за васпитано-образовни процес, за рад у административно-финансијској области, затим медицински техничари за негу и помоћ ученицима, као и помоћно особље. Прва школска година отпочела је, са закашњењем, 1. октобра 1972.
Школа је 1987. добила име професора и дефектолога Миодрага Матића.

## О школи
Данас ову школу похађа више од шездесет ђака. Ово је једина образовна установа у Србији која образује лако и умерено ретардирану децу која су оболела од церебралне парализе. У раду са ученицима укључени су дефектолози, соматопеди, олигофренопедагози, логопеди, специјализовани школски психолози и медицинске сестре.
Ученици наставу похађају по редовном плану и програму, уз праћење и прилагођавање васпитно-образовног рада са индивидуалним развојним специфичностима сваког детета (индивидуални образовни план). Поред редовне наставе и ваннаставних активности, за ученике школе, због потребе за интензивнијим радом, организован је и индивидуално корективно-рехабилитациони рад, који подразумева активности психомоторних вежби, логопедски третман, као и психолошка подршка ученика и корепетицију. Стручни тим врши индивидуално праћење ученика, њиховог напретка, као потребе за прилагођавање наставних и ваннаставних активности специфичним потребама, способностима и могућностима сваког ученика понаособ.